# Сантади
Сантади (итал. Santadi) — коммуна в Италии, располагается в регионе Сардиния, подчиняется административному центру Южная Сардиния.
Население составляет 3 307 человек(30-06-2019), плотность населения составляет 28,39 чел./км². Занимает площадь 116,49  км². Почтовый индекс — 9010. Телефонный код — 0781.
Покровителем коммуны почитается святитель Николай Мирликийский, празднование в первое воскресение сентября.

## Примечание
1. ↑  Statistiche demografiche ISTAT. demo.istat.it. Дата обращения: 16 ноября 2019. Архивировано 24 июля 2019 года.